# Alf (artist)
Alf Håkan Åkesson, född 24 augusti 1968,  är en svensk artist, musiker, kompositör, textförfattare, producent och masteringtekniker.   

## Biografi

### Privatliv
Åkesson växte upp i Abbekåsi Skåbe men är sedan 2000 bosatt i Stockholm.       

### Utbildning
Han beskrivs som musikaliskt fostrad i punkens D.I.Y men har även studerat jazz och improvisation vid Fridhems folkhögskola. Han har även en konstnärlig magisterexamen i litterär gestaltning från Lunds universitet.      

### Karriär
Under 90-talets senare hälft var han medlem av Malmötrion Mutts. Bandet gav bland annat ut det självbetitlade albumet Mutts 1996. De arbetade under sin korta tid tillsammans med producenterna Martin Hennel (studion Studion i Malmö) och Chips Kiesbye. Medverkade som sig själva i filmen "Vackert väder". Mutts sista konsert var på Malmöfestivalen 1997.[källa behövs]
Första utgivningen i eget namn var låten Min del av stan som skrevs till dokumentärfilmen Blådårar och finns med på soundtracket Mama Take Me Home To Malmö (Vibrafon). Alf Håkan Åkesson albumdebuterade på svenska 2004 med Augustibrev utgiven av EMI/Virgin/Dolores Recordings. Han har på efterföljande album samarbetat med producenter som Klas Åhlund, Christoffer Roth och Mattias Glavå.[källa behövs] Håkan Åkesson och Åsa Jacobsson utgör även instrumentalduon Nutid.
Vidare har han producerat gruppen [ingenting]s album Mycket väsen för ingenting (Labrador, 2006) med låtar som Punkdrömmar och Släpp in solen. 
Under åren 2000–2009 var Åkesson anställd som masteringtekniker på Cutting Room Studios i Stockholm. Därefter startade han NutidStudio och skivbolaget toomanynotes.

## Diskografi

### Album
- Mutts – Mutts (1997)
- Håkan Åkesson – Min Del Av Stan Soundtrack: Mama Take Me Home To Malmö från filmen Blådårar.

- Various – Who Will Buy This Wonderful Evils 1 (2002) (Dolores/EMI)
- Alf – Augustibrev (2004) (Dolores/EMI) P3 Guld-nominerad
- Alf – Alfs Andra (2005) (Dolores/EMI) P3 Guld-nominerad
- Alf – Tivoliv (2008) (AIR/Warner)
- Various – Andra Sjunger Olle Ljungström (2008) (Warner)
- Nutid – Nutid (2009) (toomanynotes/Border Music)
- Alf – Vi Ville Förändra Vår Tid men Den Förändrade Oss (2011) (toomanynotes/Border Music)
- Nutid – Cityflowers (2012) (toomanynotes/Border Music)
- Alf – Blå parkas blos EP (2014) (toomanynotes/Border Music)
- Alf – Andra sidan gatan Album (2016) (toomanynotes/Border Music)
- Alf – Diktfilm Album (2020) (toomanynotes/The Orchard)
- Alf – Självcensur EP (2022) (toomanynotes/The Orchard)
- Alf – Självcensur 2 EP (2023) (toomanynotes/The Orchard)
- Nutid – Streets Of Grass Ep (2023) (toomanynotes/The Orchard)
- Alf – Sorti Album (2025) (toomanynotes/The Orchard)

### Singlar
- "Mitt i Malmö City" (2002)
- "Ser Bara Moln" (2003)
- "Gröna Linjen" (2004)
- "Sommar Försvinn" (2004)
- "Kunde Vart Jag" (2005)
- "Söttsalt" (2005)
- "Manchesterman" (2006)
- "Din Gråtande Clown" (2007)
- "I Städerna Och Byarna" (2008)
- "Bakom Fridhemsplan" (2008)
- "Hälften Kvar" (2010)
- "Du Och Jag" (2011)
- "Inga Tunga Skyar#2" (2011)
- "Essingeleden Never Sleeps" (2015)
- "Det Osynliga Folket" (2015)
- "Minnet Av En Stad-Remix" (2016)
- ”Säger det är sommar” (2018)
- Nutid – "Midnight Sun Insomnia" (2018)
- "31/11" (2020)
- "Passager" (2020)
- ”I mörkrets tjänst” (2021)
- ”Inget var bättre förr” (2021)
- Nutid – "The Lost Academy" (2021)
- Nutid – "Next Christmas" (2021)
- "När underjorden tänds" (2022)
- Nutid – "Satin Island" (2023)
- "Flytvästar till alla barn" (2024)
- Nutid – "Midsummer Waltz" (2024)
- "Jag var där" (2025)